# Коквио Тревизађо
Коквио Тревизађо (итал. Cocquio-Trevisago) је насеље у Италији у округу Варезе, региону Ломбардија.
Према процени из 2011. у насељу је живело 3883 становника. Насеље се налази на надморској висини од 279 м.

## Становништво
| 1931. | 1936. | 1951. | 1961. | 1971. | 1981. | 1991. | 2001. | 2011. |
| ----- | ----- | ----- | ----- | ----- | ----- | ----- | ----- | ----- |
| 2.733 | 2.314 | 2.848 | 3.448 | 4.378 | 4.707 | 4.599 | 4.600 | 4.756 |